# Championnats du monde de trampoline 2017
Navigation
Édition précédente Édition suivante
Les championnats du monde de trampoline 2017, trente-deuxième édition des championnats du monde de trampoline, ont lieu du 9 au 12 novembre 2017 à Sofia, en Bulgarie.

## Choix de la ville organisatrice
La Fédération internationale de gymnastique annonce à l'issue d'une réunion en décembre 2015 à Lausanne l'attribution de l'organisation des Championnats du monde de trampoline 2017 à la ville de Sofia.

## Podiums
| Épreuve                | Or                                                                           | Argent                                                                                | Bronze                                                                   |
| ---------------------- | ---------------------------------------------------------------------------- | ------------------------------------------------------------------------------------- | ------------------------------------------------------------------------ |
| Hommes                 |                                                                              |                                                                                       |                                                                          |
| Individuel             | Gao Lei (CHN)                                                                | Dmitriy Ushakov (RUS)                                                                 | Dong Dong (CHN)                                                          |
| Synchro                | Biélorussie Uladzislau Hancharou Aleh Rabtsau                                | Grande-Bretagne Luke Strong Nathan Bailey                                             | Russie Dmitriy Ushakov Andrey Yudin                                      |
| Trampoline par équipe  | Chine Dong Dong Tu Xiao Gao Lei Xiao Jinyu                                   | Russie Sergei Azarian Dmitriy Ushakov Andrey Yudin Mikhail Melnik                     | Japon Daiki Kishi Masaki Ito Ginga Munemoto Ryosuke Sakai                |
| Double Mini            | Mikhail Zalomin (RUS)                                                        | Austin Nacey (USA)                                                                    | Aleksandr Odintsov (RUS)                                                 |
| Double Mini par équipe | Russie Vasilii Makarskii Aleksandr Odintsov Mikhail Zalomin Andrei Gladenkov | États-Unis Carter Rhoades Austin Nacey Alexander Renkert Matthew Hawkins              | Australie Jack Petrie Dominic Clarke Ryan Hatfield Jarrod Spear          |
| Tumbling               | Zhang Kuo (CHN)                                                              | Anders Wesch (DEN)                                                                    | Elliott Browne (GBR)                                                     |
| Tumbling par équipe    | Grande-Bretagne Greg Townley Elliott Browne Kristof Willerton Kallum Mulhall | Chine Zhang Luo Meng Wenchao Zhang Kuo Zhang Weiwei                                   | Danemark Adam Matthiesen Rasmus Steffensen Anders Wesch Rasmus Soerensen |
| Femmes                 |                                                                              |                                                                                       |                                                                          |
| Individuel             | Tatsiana Piatrenia (BLR)                                                     | Ayano Kishi (JPN)                                                                     | Sophiane Methot (CAN)                                                    |
| Synchro                | Chine Zhong Xingping Zhu Xueying                                             | Japon Hikaru Mori Yumi Takagi                                                         | Biélorussie Tatsiana Piatrenia Maryia Makharynskaya                      |
| Trampoline par équipe  | Chine Zhong Xingping Zhu Xueying Liu Lingling Zhu Shouli                     | Biélorussie Hanna Harchonak Tatsiana Piatrenia Maryia Makharynskaya Anhelina Khatsian | Grande-Bretagne Laura Gallagher Isabelle Songhurst Katherine Driscoll    |
| Double Mini            | Bianca Zoonekynd (RSA)                                                       | Polina Troianova (RUS)                                                                | Lina Sjöberg (SWE)                                                       |
| Double Mini par équipe | Russie Dana Sadkova Alina Khristenko Polina Troianova Ekateriina Zhigalova   | Grande-Bretagne Kim Beattie Phoebe Williams Kirsty Way Bethany Williiamson            | Portugal Beatriz Peng Mafalda Brás Inês Martins Sara Sousa               |
| Tumbling               | Jia Fangfang (CHN)                                                           | Anna Korobeinikova (RUS)                                                              | Lucie Colebeck (GBR)                                                     |
| Tumbling par équipe    | Chine Chen Ling Chen Lingxi Huang Jingxi Jia Fangfang                        | Grande-Bretagne Ashleigh Long Yasmin Taite Rachel Davies Lucie Colebeck               | France Lauriane Lamperim Marie Deloge Léa Callon Emilie Wambote          |

## Tableau des médailles
| Rang  | Nation          | Or | Argent | Bronze | Total |
| ----- | --------------- | -- | ------ | ------ | ----- |
| 1     | Chine           | 7  | 1      | 1      | 9     |
| 2     | Russie          | 3  | 4      | 2      | 9     |
| 3     | Biélorussie     | 2  | 1      | 1      | 4     |
| 4     | Grande-Bretagne | 1  | 3      | 3      | 7     |
| 5     | Afrique du Sud  | 1  | 0      | 0      | 1     |
| 6     | Japon           | 0  | 2      | 1      | 3     |
| 7     | États-Unis      | 0  | 2      | 0      | 2     |
| 8     | Danemark        | 0  | 1      | 1      | 2     |
| 9     | Australie       | 0  | 0      | 1      | 1     |
| 9     | Canada          | 0  | 0      | 1      | 1     |
| 9     | France          | 0  | 0      | 1      | 1     |
| 9     | Portugal        | 0  | 0      | 1      | 1     |
| 9     | Suède           | 0  | 0      | 1      | 1     |
| Total | Total           | 14 | 14     | 14     | 42    |